# Friedrich Wilhelm Volgt
Friedrich Wilhelm Volght (13 tháng 01 năm 1849 - 03 tháng 01 năm 1922) là một huyền thoại tội phạm Phổ với biệt danh Đại úy Köpecnick (tiếng Đức: Hauptmann von Köpecnick).

## Xuất thân

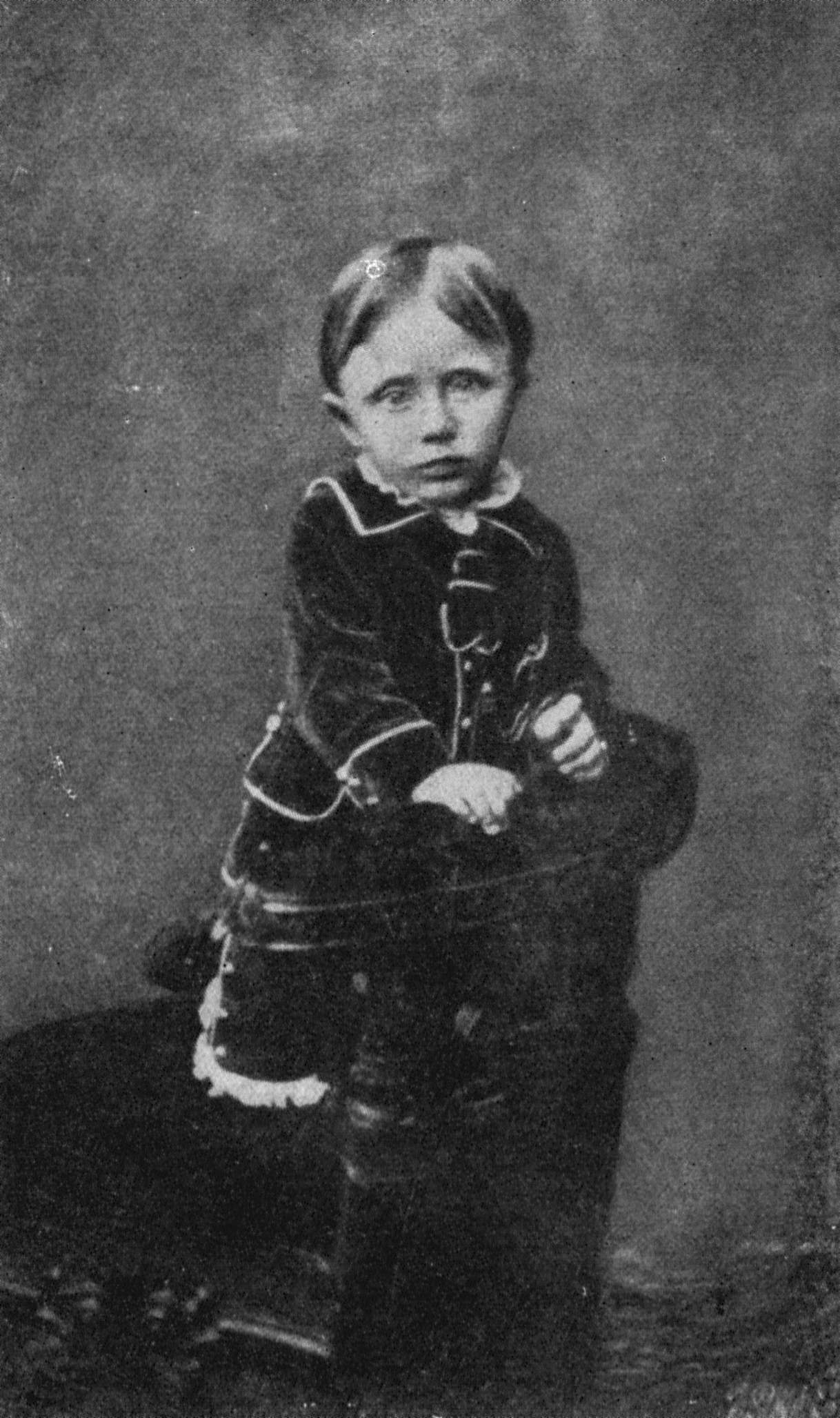
El capitán de Köpenick como niño.

Friedrich Wilhelm Volgt sinh ngày 13 tháng 01 năm 1849 trong một gia đình trung lưu hành nghề đóng giày tại hạt Tilsit. Thuở niên thiếu, Volght đi học ở một trường học hạng ba ngay tại quê nhà. Năm 1863, lúc chưa tròn 14 tuổi, Volght bị tòa án hạt Tilsil phạt tù 14 ngày vì tội trộm cắp nên bị đuổi học, buộc phải ở nhà hành nghề đóng giày với bố. Trong khoảng thời gian từ năm 1864 đến 1891, Volght bị các tòa án ở Tilsil, Posen, Berlin và Gnesen phạt tù 6 lần với 29 năm ở tù vì các tội trộm cắp và giả mạo giấy tờ. Lần sau cùng, vào ngày 12 tháng 12 năm 1891, Volght bị tòa án quận Gnesen phạt tù 15 năm vì tội ăn cắp nghiêm trọng và bị tước đoạt vĩnh viễn quyền công dân.
Tháng 2 năm 1906, Volght ra tù nhưng bị trục xuất khỏi nơi ở cũ là Mecklenburg-Schwerin. Voigt lang thang qua các thành phố Wismar, Marlenburg, Graudenz để tìm nơi trú ngụ và kiếm việc làm nhưng thất bại. Cuối cùng, Voight tới ở nhờ nhà người em gái trên phố Kopftrass, quận Ridox (Berlin) và xin vào làm việc trong xưởng giày Albert Viereck. Ngày 24 tháng 08 năm 1906, cảnh sát trưởng quận Ridox ra cáo thị thông báo cho dân chúng trong quận biết rằng Voigt là "một kẻ nguy hiểm cho sự an toàn và đức hạnh của công chúng" và buộc hãng giày sa thải Volght. Ngày 1/9/1906, Voigt rời khỏi Ridox, nói với mọi người là đi Hamburg kiếm sống nhưng thực tế anh ta đến xin ở trọ trong căn nhà 22, phố Langestrass (cũng ở Berlin), nhưng không khai báo. Chính nơi đây, Volght lên kế hoạch chi tiết cho một "phi vụ động trời" diễn ra sau đó.

### Phi vụ

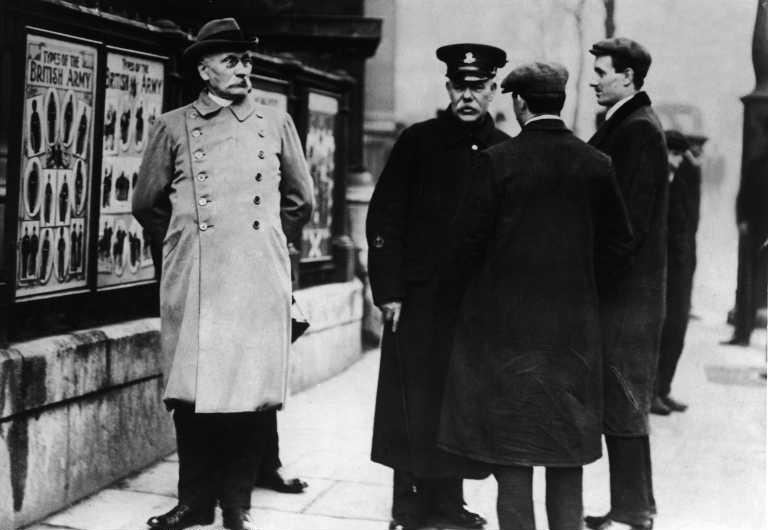
Wilhelm Friedrich Volght được chào đón nồng nhiệt tại London.

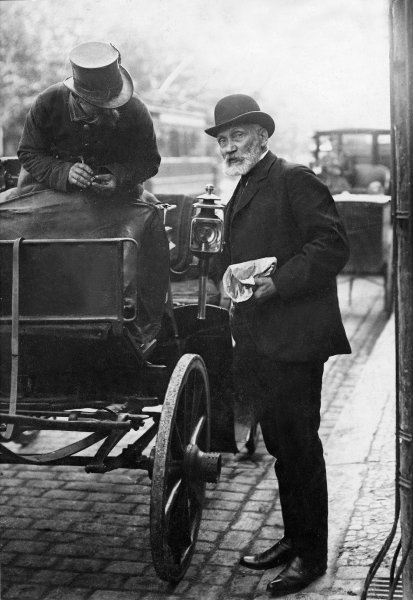
Hauptmann von Köpecnick kurz nach seiner Haftentlassung im Jahr 1908 beim Besteigen einer Droschke.

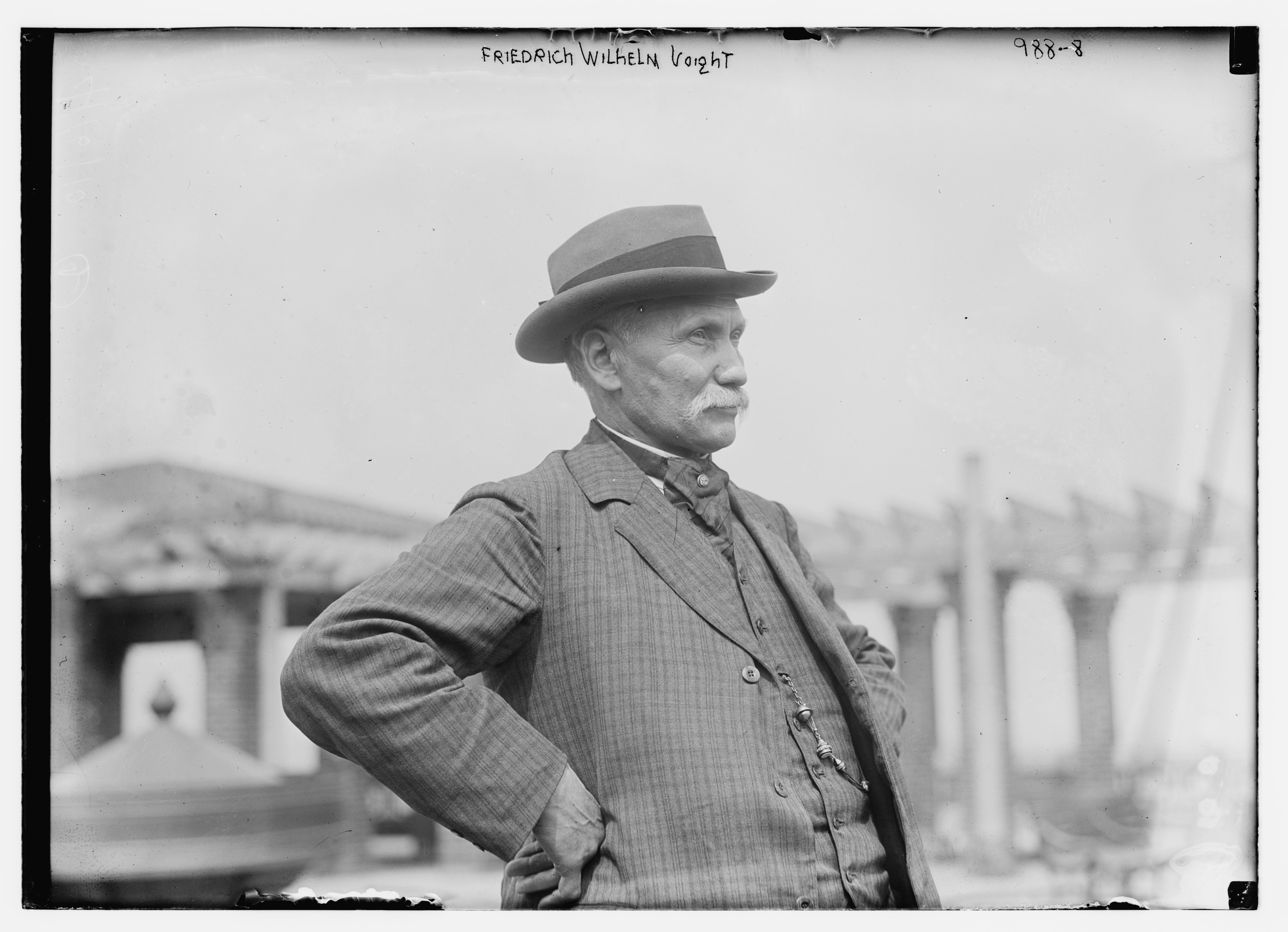
Wilhelm Friedrich Volght cuối đời.

Volght tìm mua được một bộ quân phục từ một gã lang thang vẫn thường quanh quẩn ở khu vực Postdam và Berlin. Đây là bộ quân phục trang cấp cho đại úy trung đoàn trưởng bộ binh của quân đội Phổ. Sáng sớm ngày 16/10/1906, Volght rời nhà trọ, đi đến ga Beusselstrass, lấy bộ quân phục giấu trong kho hành lý, đi đến công viên Jungfernheide. Voigt mặc bộ quân phục, lên xe điện đi đến thành phố Köpecnick. Ở Köpecnick, Voigt quanh quẩn trong khu vực ga Putlizstrass và chờ đợi. Đến giờ đổi gác buổi trưa, Voigt phát hiện một toán lính gác gồm 5 người, do một viên trung sĩ dẫn đầu đang đi trên phố Sylterstrass. Những người lính này đang trên đường từ trại huấn luyện bơi lội của quân đội trở về doanh trại ở Berlin. Voigt xuất hiện trong trang phục đại úy, yêu cầu toán lính gác dừng lại và bảo với họ rằng anh ta là sĩ quan cấp cao của nội các, vừa nhận lệnh từ cấp trên, yêu cầu toán lính theo Voigt đi thực hiện một nhiệm vụ cấp bách. Để tăng độ xác thực, Voigt cấp cho viên trung sĩ một quân lệnh giả và sai anh ta đi báo tin với viên giám thị của trại lính về nhiệm vụ mới. Khi viên trung sĩ trở lại, Voigt chỉ huy toán lính đến ga Putlizstrass rồi từ đó đi đến tòa thị chính thành phố Köpecnick. Tại đây, Voigt tập hợp những lính gác địa phương để truyền đạt "quân lệnh tối mật" (giả mạo) từ nội các, đồng thời ra lệnh cho những binh lính đi cùng chốt chặn ở cửa ra vào tòa thị chính và tiến hành phi vụ cướp cạn có một không hai trong lịch sử đế chế Phổ.
Ấn bản đặc biệt của báo Niederbarmier, ra chiều 16/10/1906 đưa tin:
| “ | Vào khoảng 4 h chiều nay, một viên đại úy và 10 người lính đến tòa thị chính thành phố Köpecnick. Họ truyền đạt một mệnh lệnh đến từ cấp cao nhất, rồi chiếm giữ tòa thị chính, lấy đi két bạc ở đó cùng những đồ châu báu khác của dòng họ Wildberg và bắt giữ TS. Langerhans, thị trưởng thành phố. Mệnh lệnh được thi hành ngay lập tức. Thâu ngân của tòa thị chính bị đóng cửa tức thời | ” |

Nhật báo Köpecnick số ra ngày 17/10/1906, viết:
| “ | Một trò lừa đảo độc ác được sắp đặt vô sỉ, xảo quyệt và bạo gan chưa từng có, đã gây nên một sự náo động ở Köpecnick ngày hôm qua. Chi tiết của toàn bộ sự kiện này thật khó thốt nên lời và quá lố bịch, mà nếu như không được chứng kiến thì không ai tin rằng đó lại là sự thật. Nếu ai đó từng nghĩ rằng: có một kẻ lừa đảo liều lĩnh, đầy mánh khóe, khoác bộ quân phục sĩ quan và đã thành công trong việc điều động 12 binh sĩ trên đường đi làm nhiệm vụ trở về doanh trại ở Berlin, theo anh ta đi đến Köpecnick, chiếm tòa thị chính, bắt giữ thị trưởng, qua mặt nhân viên thư ký và người quản lý két bạc, rồi ung dung đào tẩu với một hòm tiền mặt, thì người đó hẵn sẽ bị coi là kẻ điên rồ nhất. | ” |

Tờ Berliner Lokal-Anzeiger số ra ngày 17/10/1906, tường thuật:
| “ | Một sự kiện chưa hề có trong lịch sử hình sự địa phương, đã xãy ra ở thành phố Köpecnick lân cận chiều hôm qua. Một cú lừa đảo ngoạn mục diễn ra dưới lớp vỏ của một sĩ quan cảnh vệ, được sự tiếp sức của một tiểu đội lính gác, những người bị lừa gạt bởi một chỉ thị giả mạo từ nội các, đã bắt giữ thị trưởng và người quản lý két bạc, đưa họ đến một trại lính, rồi ẳm luôn két bạc của thành phố, bên trong có không dưới 4000 mark tiền mặt. Cảnh sát quốc gia và cảnh sát địa phương tỏ ra lúng túng trong việc truy tìm tên xỏ lá, kẻ đã ung dung đào thoát sau vụ cướp trắng trợn này. | ” |

Tuy nhiên, 10 ngày sau, Voigt bị tóm và bị tuyên án 4 năm tù giam vào ngày 1/12/1906 với tội danh "sử dụng quân phục trái phép, gây náo loạn trật tự công cộng, bắt giữ người bất hợp pháp, lừa gạt và giả mạo giấy tờ nghiêm trọng".

### Tiếng tăm

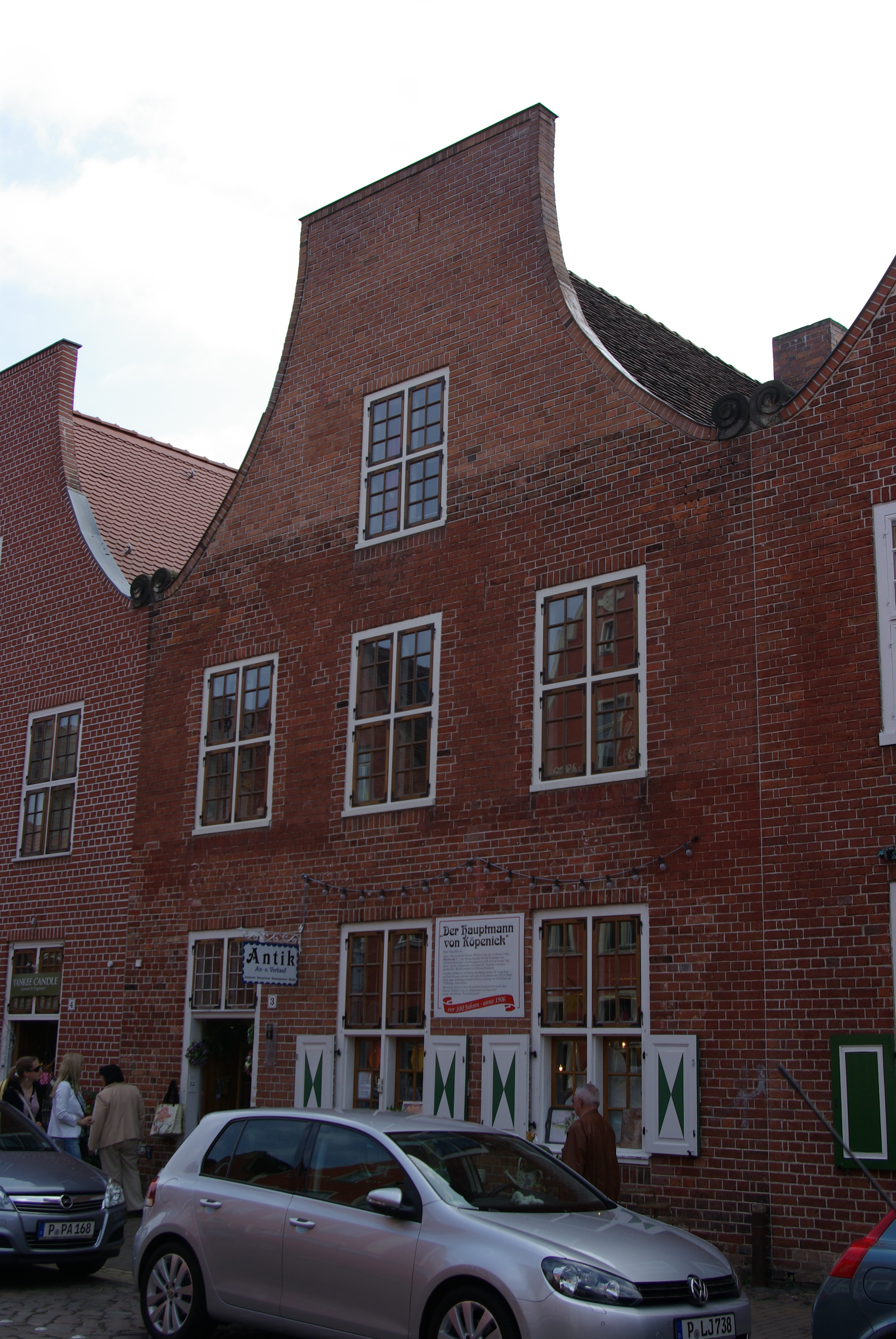
Potsdam in Germany. The house Mittelstraße 2 is a listed building.

Hoàng đế Phổ bấy giờ do rất ấn tượng với sự táo bạo của Volght nên đã ra một chỉ thị đặc biệt trả tự do cho ông ta trước thời hạn 2 năm, tức là vào năm 1908. Nhờ ân xá, Wilhelm Volght được phóng thích khỏi nhà tù vào ngày 16 tháng 08. Thông tin về việc phóng thích Volght gây nên sự ngạc nhiên trong công chúng và trở thành một sự kiện nóng hổi. Và Wilhelm Volght đã cố gắng lợi dụng phi vụ chấn động này để bắt đầu đoạn đời mới.
Chỉ 4 ngày sau khi được phóng thích, chiều 20/8/1908, Volght xuất hiện tại tiền sảnh viện bảo tàng sáp Unter den Linden (Berlin), ký vào những bưu ảnh in hình ông ta trong bộ trang phục "đại úy" và tường thuật lại những gì đã xảy ra với đám đông hiếu kỳ. Cũng trong ngày hôm ấy, chính quyền đã chỉ thị, từ nay về sau, cấm Volght xuất hiện trước công chúng.
Nhận thấy khó "làm ăn" ở Berlin, 2 hôm sau, Voigt lên đường đi Dresden, rồi Wien (Áo), Budapest (Hungary) với dự định sẽ viết kịch bản và xuất hiện trong những nhà hát ở Vienna và Budapest để diễn (và kể) "phi vụ Köpecnick". Tuy nhiên, Voight đã không thành công. Ông ta chỉ xuất hiện trong một vở kịch ở một rạp hát nhỏ nhân dịp hội chợ Đức, và trong các khách sạn, nhà hàng, để ký vào những tấm bưu ảnh chụp ông ta với cái tên mới: "Đại úy Köpecnick".
Cuối tháng 3/1910, Voigt đến Mỹ qua ngả Canada. Sự xuất hiện của Voigt ở Mỹ đã mang đến cho ông những thành công về cả tiền bạc lẫn tiếng tăm. Rời Mỹ, Voigt sang Canada, Pháp và sau đó là Anh. Ông ta kiếm được nhiều tiền nhờ câu chuyện "Đại úy Köpecnick" và Bảo tàng sáp Madam Tussau ở London đã đúc tượng Voigt bằng sáp để trưng bày. Ông ta còn kiếm bộn tiền nhờ cuốn hồi ký nhan đề Tôi đã trở thành Đại úy Köpecnick như thế nào xuất bản ở Leipzig vào năm 1909. Sau cùng, Friedrich Wilhelm Volght mua một căn nhà ở Luxenbourg, hưu dưỡng và qua đời ở đó vào ngày 3/1/1922. Thi hài Wilhelm Volght được an táng ở nghĩa trủng Notre Dame ở Luxembourg.

## Ảnh hưởng

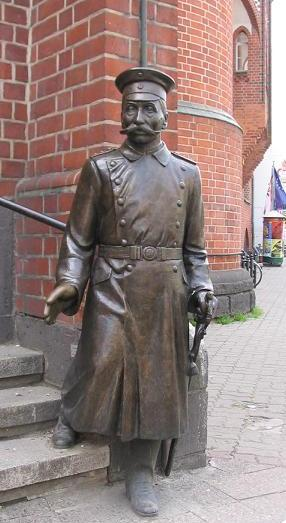
Berliner Gedenktafel für Wilhelm Volght am Rathaus Köpecnick.

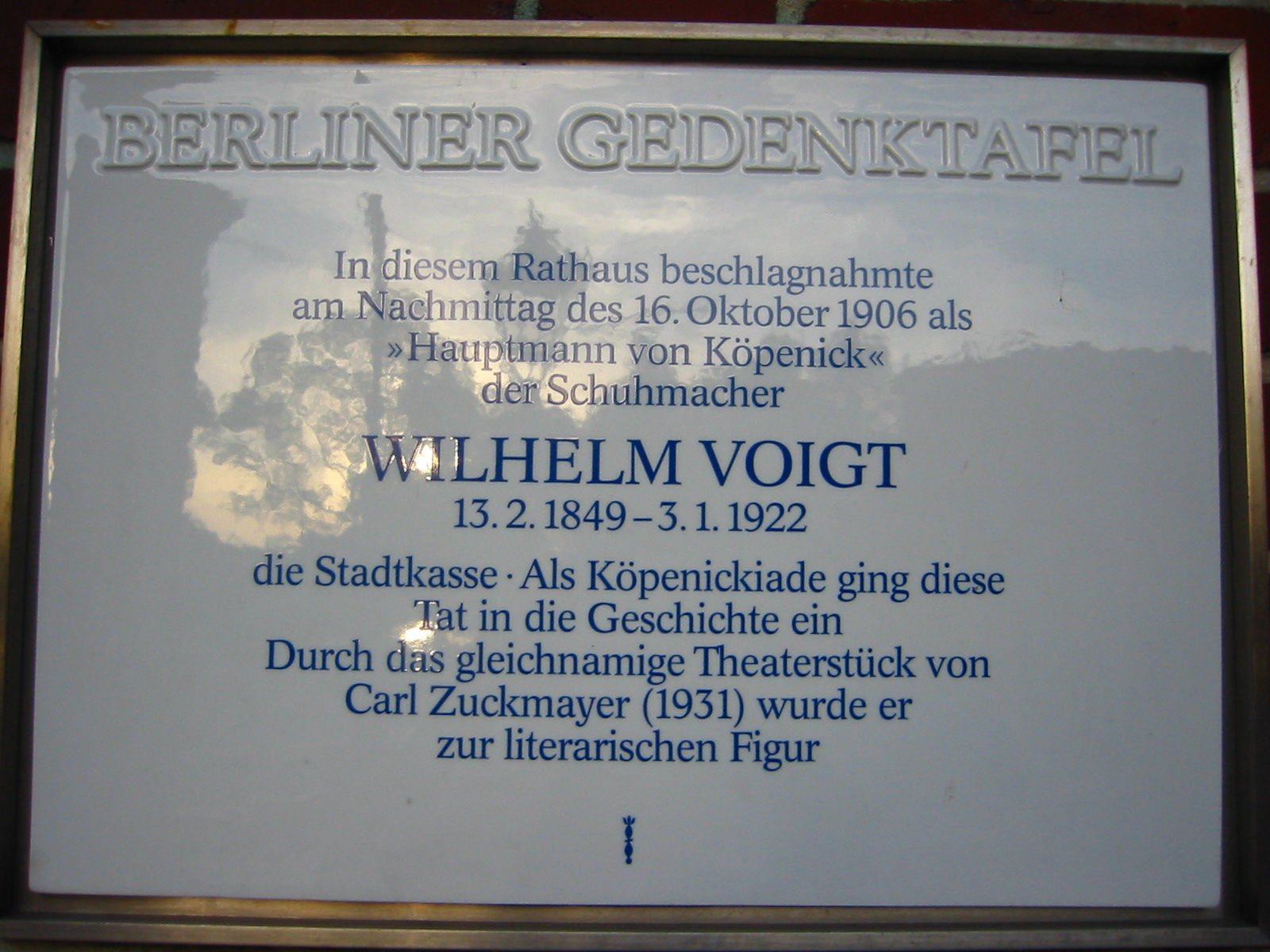
Statue of Volght in Front of the Town Hall Köpecnick.

Sau phi vụ "Đại úy Köpecnick", tòa thị chính thành phố này bỗng nhiên được nhiều người lưu tâm. Vì thế, chính quyền thành phố quyết định dành 3 gian phòng liên kề để lập một bảo tàng về câu chuyện động trời này.
Đến thăm tòa thị chính, du khách sẽ được Voigt "đón tiếp" ngay ở cổng chính. Bước lên cầu thang, dãy phòng phía bên phải là nơi ghi dấu phi vụ của Voight. Ở đó người ta trưng bày hiện vật, hình ảnh và tư liệu lịch sử về thành phố Köpecnick, về tòa thị chính và đặc biệt là về Friedrich Wilhelm Voight. Du khách được xem bộ "quân phục đại úy" nổi danh; két sắt với hòm đựng tiền trống rỗng, lệnh truy nã Voight; những hình ảnh chụp Voigt ở bót cảnh sát, ở trong tù và ngay khi được phóng thích; các tờ báo viết về Voigt sau sự kiện ở Köpecnick; các áp-phích của những vở kịch và những bộ phim về "Đại úy Köpecnick"; những hình ảnh và tư liệu về Wilhelm Voigt lúc cuối đời.
Giới văn chương, kịch nghệ và điện ảnh cũng không thể bỏ qua nhân vật Wilhelm Volght. Có ít nhất 4 cuốn sách về Wilhelm Voigt viết bằng tiếng Đức, 2 cuốn khác viết bằng tiếng Anh và 1 cuốn viết bằng tiếng Pháp đã được xuất bản.
Các vở kịch về "Đại úy Köpecnick" hiện diện trên các sàn gỗ ở London, Vienna, Berlin... trong nhiều thập niên. Một bộ phim đen trắng và sau đó là hai bộ phim màu về "Đại úy Köpecnick" đã được các nhà làm phim ở Đức và ở Hollywood dàn dựng.
Kế tiếp những căn phòng dùng làm bảo tàng "Đại úy Köpecnick" là văn phòng của ngài phó thị trưởng và ngài thị trưởng thành phố cùng hàng loạt các phòng ban chức năng, hoạt động như trong những tòa thị chính ở các nơi khác.
| “                              | Phỏng vấn: Vì sao quý vị lại lập bảo tàng về một nhân vật bất hảo như Wilhelm Voight? Giải đáp: Voigt là một phần của lịch sử thành phố Köpecnick, dù ông ta là một tay lừa đảo siêu hạng và là tên tù tội thâm niên. Phi vụ của anh ta đã gây một chấn động và giáng đòn mạnh vào tinh thần kỷ luật cứng nhắc đại quân Phổ và thói tuân lệnh mù quáng của binh sĩ lúc đó. Hơn nữa, phi vụ do Voight gây ra đã mang cái tên Köpecnick vượt khỏi biên giới nước Đức, biến nơi đây thành một địa chỉ du lịch rất thú vị. Chúng tôi không chỉ thành lập bảo tàng về phi vụ "Đại úy Köpecnick" mà còn tái hiện sự kiện này trong một lễ hội được tổ chức vào ngày 16/10 hàng năm. Đó là dịp Köpecnick đón tiếp nhiều du khách đến tham quan nhất. | ” |
| — Trần Đức Anh Sơn tường thuật | |   |